# Owen Arthur

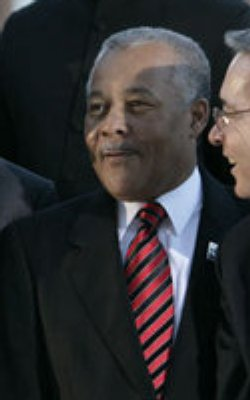
Owen Arthur

Owen Seymour Arthur (* 17. Oktober 1949 in Barbados; † 27. Juli 2020 in Bridgetown, Barbados) war Premierminister von Barbados. Er war Vorsitzender der Barbados Labour Party. Mit ihr gewann er 1994 die Parlamentswahlen. Diesen Erfolg wiederholte er 1999 und 2003.

## Leben

### Studium, Regierungsbeamter und Abgeordneter
Owen Arthur studierte an der University of the West Indies und machte 1971 seinen Abschluss als Bachelor of Arts (BA) in Wirtschaftswissenschaften und Geschichte sowie 1974 einen Master of Science in Wirtschaftswissenschaften. Danach blieb er in Jamaika und arbeitete in verschiedenen Positionen des öffentlichen Dienstes Jamaikas und der Organization of American States (OAS). 1981 kehrte er nach Barbados zurück und diente zwischen 1981 und 1983 als Chief Project Analyst im Ministerium für Finanzen und Planung, bevor er an das Institute of Social and Economic Research der University of the West Indies ging. Arthur war im Verwaltungsrat des Jamaica Scientific Research Council, der Barbados Industrial Development Corporation und der Central Bank of Barbados. Auch war er zwischen 1982 und 1984 Vorsitzender der Barbados Agricultural Development Corporation.
Seine politische Laufbahn begann, als er 1983 in den Senat von Barbados gewählt wurde. 1984 wurde er für die Barbados Labour Party (BLP) im Wahlkreis St. Peter zum Mitglied des Versammlungshauses (House of Assembly) gewählt und 1993 als Nachfolger von Henry Forde zum Oppositionsführer berufen.

### Premierminister 1994 bis 2008
Bei den Wahlen im September 1994 errang die BLP zu einer Zeit wirtschaftlicher Schwierigkeiten einen landesweiten Wahlerfolg. Vom 7. September 1994 bis zum 16. Januar 2008 war er Premierminister von Barbados. Zugleich war er zwischen 1994 und 2003 auch Minister für Verteidigung und Sicherheit sowie von 1994 bis 2008 auch Finanzminister. Während seiner ersten Amtsperiode erstarkte die Wirtschaft und die Arbeitslosenquote sank von 22 Prozent auf elf Prozent. Bei den Wahlen am 20. Januar 1999 gewann seine Barbados Labour Party (BLP) mit 65 Prozent der Stimmen 26 der 28 Sitze im Versammlungshaus (House of Assembly), während die oppositionelle Democratic Labour Party (DLP) mit 35 Prozent zwei Abgeordnete stellte. Die Wahlbeteiligung lag bei 63,1 Prozent.
Bei den Wahlen am 21. Mai 2003 ging die Barbados Labour Party von Premierminister Owen Arthur erneut als Siegerin hervor und erhielt 23 der nunmehr 30 Sitze im House of Assembly, wohingegen die Democratic Labour Party sich auf sieben Mandate steigern konnte. Im Zuge einer Kabinettsumbildung wurde Innenministerin Mia Amor Mottley zugleich Stellvertretende Premierministerin als Nachfolgerin von Billie Miller, die jedoch weiterhin Außenministerin blieb. Das neue Kabinett wurde am 26. Mai 2003 vereidigt. Er selbst war zwischen 2003 und 2008 zudem Minister für den öffentlichen Dienst. 2005 kündigte er an, die britische Monarchin durch einen gewählten Präsidenten zu ersetzen, ohne sich jedoch mit seinen Plänen durchsetzen zu können.
Im Zuge einer Stimmung für einen Wandel siegte die bislang oppositionelle Democratic Labour Party bei den Wahlen vom 15. Januar 2008; sie gewann 52,2 Prozent der Stimmen und erhielt 20 der 30 Sitze im House of Assembly. Die BLP kam auf 47,3 Prozent und erhielt zehn Sitze. Am 16. Januar 2008 löste David Thompson von der DLP Owen Arthur als Premierminister ab. Am 20. Januar 2008 stellte Thompson sein Kabinett vor, in dem er selbst Finanzminister wurde, während Christopher Sinckler Außenminister und Freundel Stuart Innenminister wurde. Daraufhin übergab Arthur die Funktion als BLP-Vorsitzender an Mia Amor Mottley. Allerdings übernahm er den Posten des Parteivorsitzenden nach bitteren parteiinternen Machtkämpfen 2010 wieder und erlitt bei den Wahlen am 21. Februar 2013 eine erneute, wenngleich knappe Niederlage. Während die DLP 51,3 Prozent und 16 Mandate erhielt, kam die BLP auf 48,22 Prozent und 14 der 30 Mandate. Er legte daraufhin abermals die Funktion als BLP-Vorsitzender nieder und trat schließlich 2014 auch aus der Partei aus. Er blieb noch bis zur Wahl am 24. Mai 2018 als Parteiloser Mitglied des House of Assembly.

### Tod
Owen Seymour Arthur starb am 27. Juli 2020 an den Folgen eines Herzinfarkts im Queen Elizabeth Hospital in Bridgetown, Barbados.